# Daiki Sugioka
Daiki Sugioka (japonsky 杉岡 大暉, * 8. září 1998) je japonský fotbalista.

## Klubová kariéra
S kariérou začal v japonském klubu Shonan Bellmare.

## Reprezentační kariéra
S japonskou reprezentací se zúčastnil Copa América 2019. Jeho debut za A-mužstvo Japonska proběhl v zápase proti Chile 17. června. Sugioka odehrál za japonský národní tým celkem 3 reprezentační utkání.

## Statistiky
| Japonsko | Japonsko | Japonsko |
| Roky     | Záp.     | Góly     |
| -------- | -------- | -------- |
| 2019     | 3        | 0        |
| Celkem   | 3        | 0        |

## Úspěchy

### Klubové
Shonan Bellmare
- J.League Cup: Vítěz; 2018